# رائف فتونی
رائف فتونی (انگلیسی: Raef Ftouni) وزنه‌بردار اهل لبنان است. از افتخارات وی میتوان به کسب مدال نقره وزن ۱۰۰ کیلوگرم در بازی‌های آسیایی ۱۹۷۸ اشاره کرد.